# Кузнечиха (Никольский район)
Кузнечиха — деревня в Никольском районе Вологодской области.
Входит в состав Краснополянского сельского поселения, с точки зрения административно-территориального деления — в Краснополянский сельсовет.
Расстояние до районного центра Никольска по автодороге — 5 км. Ближайшие населённые пункты — Родюкино, Кожаево, Дор.
По переписи 2002 года население — 107 человек (54 мужчины, 53 женщины). Всё население — русские.